# U-716
U-716 – niemiecki okręt podwodny (U-Boot) typu VII C z okresu II wojny światowej. Okręt wszedł do służby w 1943 roku.

## Historia
Wcielony do 5. Flotylli U-Bootów celem szkolenia załogi, od stycznia 1944 roku kolejno w 11., 13. i 14. Flotylli jako jednostka bojowa.
Odbył dziesięć patroli bojowych, podczas jednego z nich zatopił statek o pojemności 7200 BRT transportujący m.in. łódź patrolowo-torpedową USS PTC-36 (54 t). 23 kwietnia 1945 roku na Oceanie Arktycznym U-Boot został zaatakowany bombami głębinowymi; uszkodzenia zmusiły go do przerwania zadania i powrotu do bazy.
Poddany 9 maja 1945 roku w Narwiku (Norwegia), przebazowany do Loch Ryan (Szkocja). Zatopiony 11 grudnia 1945 roku podczas operacji Deadlight przez lotnictwo.